# Göteborgs Konstnärsklubb
Göteborgs Konstnärsklubb är en förening för yrkesverksamma konstnärer från Göteborg med omnejd inom alla material och inriktningar: måleri, teckning, grafik, skulptur och konsthantverk. Den har som uppgift att befrämja kamratskap mellan medlemmarna och att stödja deras gemensamma intressen. För medlemskap krävs godkänd bedömning av insända arbetsprover.
Föreningen bildades 1933. År 1940 startade föreningen kvartalstidskriften Paletten, som är Sveriges äldsta fortfarande aktiva konsttidskrift. Den drevs länge i föreningens regi men är numera fristående. Sedan 1956 delar föreningen ut Kamratstipendiet, som delvis finansieras av Inez och John Bylands minnesfond. Sedan 1971 har föreningen lokaler på Taubegatan i Göteborg, där den också driver Galleri Majnabbe. 
1 april 1934 arrangerade konstnärsklubben en fest på lokalen Valand. Denna fest blev sedan årligen återkommande och fick det kryptiska namnet vumben. Till festerna trycktes ofta en programpublikation. 